# Marathon van Antwerpen 2009
De marathon van Antwerpen van 2009 vond plaats op zondag 26 april 2009 in Antwerpen. 
Aan het jaarlijkse loopfestijn, dat naast de eigenlijke marathon bestond uit een Kids Run, een 5 km-loop en een wedstrijd over Ten Miles, namen in totaal meer dan 25.000 lopers deel. Naast een recordopkomst was er onder zowel deelnemers als toeschouwers ook sprake van een prima sfeer.  

## Uitslagen

### Mannen
| rang   | naam                 | land | tijd    |
| ------ | -------------------- | ---- | ------- |
| Goud   | Daniel Koech         | KEN  | 2:15.19 |
| Zilver | Emmanuel Tirop Keter | KEN  | 2:17.18 |
| Brons  | Rik Ceulemans        | BEL  | 2:17.35 |
| 4      | Guy Fays             | BEL  | 2:21.56 |
| 5      | Vlademir Tontchinski | BEL  | 2:22.38 |

### Vrouwen
| rang | naam             | land | tijd    |
| ---- | ---------------- | ---- | ------- |
| Goud | Louise Deldicque | BEL  | 2:53.27 |

1980 ·
1981 ·
1982 ·
1983 ·
1984 ·
1985 ·
1986 ·
1987 ·
1988 ·
1989 ·
1990 ·
1991 ·
1992 ·
1993 ·
1994 ·
1995 ·
1996 ·
1997 ·
1998 ·
1999 ·
2000 ·
2001 ·
2002 ·
2003 ·
2004 ·
2005 ·
2006 ·
2007 ·
2008 ·
2009 ·
2010 ·
2011 · 
2012 ·
2013 ·
2014 ·
2015 ·
2016 ·
2017 ·
2018 ·
2019 ·
2020 ·
2021 ·
2022 ·
2023